# Nelson Dewey

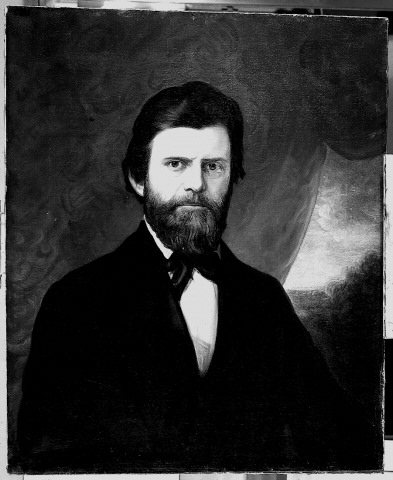
Nelson Dewey

Nelson Dewey (* 19. Dezember 1813 in Lebanon, New London County, Connecticut; † 21. Juli 1889 in Cassville, Wisconsin) war ein US-amerikanischer Politiker und von 1848 bis 1852 der erste Gouverneur des Bundesstaates Wisconsin.

## Frühe Jahre
Nelson Dewey wurde in Connecticut geboren, zog aber früh mit seiner Familie in den Staat New York. Dort besuchte er auch die Grundschule und die Hamilton Academy in Hamilton. Nachdem er sich einige Jahre sein Geld als Lehrer verdient hatte, studierte er Jura. Im Jahr 1836 zog Dewey im Auftrag einer Landspekulationsfirma in das Wisconsin-Territorium, wo er sich in Cassville niederließ. Deweys Firma spekulierte darauf, dass Cassville zur neuen Hauptstadt des Gebiets werden würde und investierte viel Geld in die Stadt. Als Madison neue Hauptstadt wurde, ging die Firma bankrott und Dewey musste sich eine neue Aufgabe suchen. Er wurde bei der Verwaltung des neuen Grant County angestellt. In diesem Bezirk war er auch Friedensrichter. Nachdem er im Jahr 1838 endlich als Anwalt zugelassen worden war, wurde er Bezirksstaatsanwalt in diesem County.
Im Jahr 1838 wurde Dewey in das Territorialparlament gewählt, dessen Präsident er im Jahr 1840 wurde. 1842 wurde er in den territorialen Regierungsrat berufen. Da Dewey der Demokratischen Partei angehörte, verlor er im Jahr 1846 seine Ämter auch im Grant County, als die Whig Party die Mehrheit in dem Gebiet errang. In der Zwischenzeit hatte Dewey bereits begonnen, als Anwalt und im Immobiliengeschäft tätig zu werden. Er war auch an den Bleiminen im Grant County beteiligt. Durch seine geschäftlichen Aktivitäten erlangte er in Wisconsin einen gewissen Bekanntheitsgrad.

## Aufstieg zum Gouverneur
Nachdem sich die Auflösung des Territoriums und damit die Umwandlung des Gebiets in einen regulären Bundesstaat abzeichnete, rief die Demokratische Partei einen Parteitag zur Nominierung eines Kandidaten für die Gouverneurswahlen ein. Auf der Versammlung gab es mit Hiram Barber und Morgan Lewis Martin zwei Kandidaten, die die Delegierten in zwei Lager spalteten, wobei keine Seite eine Mehrheit erreichen konnte. Aus diesem Grund einigte man sich schließlich auf Nelson Dewey als Kompromisskandidaten. Diesem gelang es dann auch, die ersten Gouverneurswahlen gegen den Whig-Kandidaten John Hubbard Tweedy zu gewinnen.

## Gouverneur von Wisconsin
Nelson Dewey trat sein neues Amt am 7. Juni 1848 an. Nach einer Wiederwahl im Jahr 1849 konnte er es bis zum 5. Januar 1852 ausüben. Im Jahr 1849 wurden die Amtszeiten der öffentlichen Amtsinhaber, einschließlich des Gouverneurs, auf jeweils zwei Jahre festgelegt. Deweys erste Aufgabe war die Überwachung des Übergangs vom Territorium zu einem Bundesstaat der USA und des Inkrafttretens der neuen Staatsverfassung. Er war auch ein entschiedener Gegner der Sklaverei und strikt gegen die Ausweitung dieser Institution auf neue Bundesstaaten oder Territorien der USA. Dewey setzte sich bereits damals für die Direktwahl der US-Senatoren ein – ein Vorschlag, der erst 1913 bundesweit mit einem Zusatz zur US-Verfassung verwirklicht wurde. Im Jahr 1851 verzichtete Dewey auf eine erneute Kandidatur.

## Weiterer Lebenslauf
Nach dem Ende seiner Gouverneurszeit saß er zwischen 1853 und 1857 im Senat von Wisconsin. Im Jahr 1863 kandidierte er erfolglos für das Amt des Vizegouverneurs. Auch zwei Versuche, in den Staatssenat zurückzukehren, scheiterten in den Jahren 1869 und 1871. Zwischen 1854 und 1865 war er Kurator der University of Wisconsin und von 1874 bis 1881 war er einer der Direktoren der staatlichen Strafanstalt in Waupun. Privat verarmte Dewey in den 1870er Jahren, nachdem er sich mit Landspekulationen und Eisenbahnplänen übernommen hatte. Außerdem hatte ihn seine Frau verlassen und sein Anwesen wurde ein Opfer eines Brandes. Zusammen mit seiner Frau Catherine Dunn hatte Dewey drei Kinder. Er starb im Jahr 1889 verarmt.